# Bakala
Bakalá, tudi bakalár, polénovka ná bélo (italijansko baccalà mantecato alla triestina), je tradicionalna istrska praznična jed, po izvoru iz Benetk, ki jo še danes pogosto postrežejo na predbožični večer.
Za pripravo bakalaja potrebujemo:
- 35 dag sušene norveške polenovke (Gadus morhua),
- 35 dag oljčnega olja,
- 3 stroki česna,
- poper in
- sol.

## Priprava
Sušeno polenovko potolčemo in jo v slani vodi namočimo za 24 ur, pri tem vodo dvakrat zamenjamo. Ribo nato skuhamo v slani vodi in očistimo kosti ter meso damo v višjo posodo. Posebej popražimo česen na olivnem olju, ga ohladimo in dodamo k ribi. Posolimo in popopramo. Meso tolčemo z leseno kuhalnico in sproti dolivamo olivno olje do primerne gostote.
Bakala lahko aranžiramo s petršiljem in ga postrežemo kot namaz na kruhu ali s polento.